# Osogna
Osogna  är en ort i kommunen Riviera i kantonen Ticino, Schweiz. 
Osogna var tidigare en självständig kommun, men 2 april 2017 blev Osogna en del av nybildade kommunen Riviera.